# 영집합

시에르핀스키 삼각형은 에서 르베그 측도가 0인 영집합이다.

측도론에서, 영집합(零集合, 영어: null set)은 매우 작아 무시할 수 있는 측도 공간의 부분 집합이다. 구체적으로, 측도 0의 가측 집합의 부분 집합인 집합을 뜻한다.:30, §1.5
영집합은 공집합과 다른 개념이다. 공집합은 항상 측도 0의 가측 집합이지만, 영집합은 원소를 가질 수 있다. 영집합은 측도 0의 집합과 다른 개념이다. 측도가 0인 집합은 영집합이지만, 영집합은 가측 집합이 아닐 수 있다. 가측 집합의 경우, 두 개념이 일치한다. 완비 측도의 경우에도 두 개념이 일치한다.
예를 들어, 르베그 측도를 갖춘 실수선에서, 유리수 집합은 측도 0의 가측 집합이며, 특히 영집합이다.

## 정의
측도 공간 {\displaystyle (X,\Sigma ,\mu )}에서, 만약 집합 {\displaystyle S\subset X}이 측도가 0인 가측 집합의 부분 집합이라면, {\displaystyle S}를 {\displaystyle X}의 영집합이라고 한다.
만약 {\displaystyle X}에 대한 어떤 명제가 성립하지 않는 {\displaystyle X}의 점들의 집합이 영집합이라면, 이 명제가 {\displaystyle X}의 거의 어디서나 성립한다고 말한다.

## 성질
영집합의 부분 집합은 영집합이다. 특히, 영집합의 모든 가측 부분 집합의 측도는 0이지만, 그 역은 성립하지 않는다. 가산 개 영집합들의 합집합은 영집합이다.
두 함수 {\displaystyle f}, {\displaystyle g}가 영집합을 제외한 모든 점에 대해 같은 값을 가질 때, 함수 {\displaystyle f}가 적분가능할 조건과 {\displaystyle g}가 적분가능할 조건은 같다. 또한, 적분가능할 경우 두 함수의 적분값은 같다.
측도 0의 가측 집합은 영집합이지만, 영집합은 가측 집합일 필요가 없다. 모든 영집합이 가측 집합일 경우, 그 측도를 완비 측도라고 정의한다. 이 경우 모든 영집합의 측도는 0이다.
외측도로 유도되는 측도는 완비 측도이다. 또한, 임의의 집합 {\displaystyle X} 및 그 위의 외측도 {\displaystyle \mu ^{*}} 및 {\displaystyle A\subset X}에 대하여, 다음 세 조건이 서로 동치이다.
- {\displaystyle A}는 영집합이다.
- {\displaystyle \mu ^{*}}로 유도되는 측도 공간 위에서, {\displaystyle A}는 가측 집합이며, 측도는 0이다.
- {\displaystyle \mu ^{*}(A)=0}

르베그 측도는 완비 측도이며, 르베그 외측도로 유도된다. 르베그 측도 {\displaystyle \mu _{\operatorname {L} }}를 갖춘 실수선 {\displaystyle \mathbb {R} }의 부분 집합 {\displaystyle A\subset \mathbb {R} }에 대하여, 다음 세 조건이 서로 동치이다.
- {\displaystyle A}는 영집합이다.
- {\displaystyle \mu _{\operatorname {L} }(A)=0}
- {\displaystyle A}를 덮는 가산 개 구간의 길이의 합은 임의로 작을 수 있다. 즉, 임의의 양의 실수 {\displaystyle \epsilon >0}에 대하여, 다음 두 조건을 만족시키는 구간의 열 {\displaystyle (a_{n},b_{n})\subset \mathbb {R} }이 존재한다.
  - {\displaystyle A\subset \bigcup _{n=0}^{\infty }(a_{n},b_{n})}
  - {\displaystyle \sum _{n=0}^{\infty }(b_{n}-a_{n})<\epsilon }

## 예
르베그 측도를 갖춘 실수선 위에서, 원소 하나로 이루어진 집합의 측도는 0이고, 측도의 성질에 따라서 가산 집합의 측도도 0이 된다. 예를 들어, 유리수의 집합 {\displaystyle \mathbb {Q} }는 측도가 0이다. 칸토어 집합은 비가산 집합이지만 역시 측도는 0이다.
모든 가측 부분 집합의 측도가 0인 집합은 영집합일 필요가 없다. 예를 들어, 비탈리 집합의 모든 가측 부분 집합의 측도는 0이지만, 비탈리 집합을 포함하는 가측 집합의 측도는 항상 0보다 크다.

## 참고 문헌
1. ↑  Cohn, Donald L. (2013). 《Measure theory》. Birkhäuser Advanced Texts. Basler Lehrbücher. (영어) 2판. 뉴욕: Birkhäuser. doi:10.1007/978-1-4614-6956-8. ISBN 978-1-4614-6955-1. LCCN 2013934978. MR 3098996. Zbl 1292.28002.

- H. L. Royden. Real Analysis. 3rd ed. 1988. Prentice Hall.